# Kragelj
Kragelj je priimek več znanih Slovencev:
- Alenka Kragelj Eržen, arhitektka
- Andrej Kragelj (1853—1901), klasični filolog, prevajalec
- Igor Kragelj (*1973), šahist
- Ingrid Kragelj (*1965), ogranistka, zborovodkinja
- Jaka Kragelj, biokemik
- Jože Kragelj (1920—?), operni pevec tenorist
- Jožef Kragelj (1845—1917), duhovnik, dekan, kronist
- Jožko Kragelj (1919—2010), duhovnik, publicist, prevajalec
- Lijana Zaletel Kragelj, zdravnica, spec. splošne medicine, prof. MF
- Majda Kragelj Zbačnik, zdravnica, poslanka
- Marija Benko Kragelj (1938—2021), igralka
- Miha Kragelj, prevajalec iz Slovaščine
- Mirč Kragelj (1923—2011), radijski in TV-režiser, jazz-trobentač
- Sašo Kragelj (*1977), motokrosist
- Urša Kragelj (*1988), kajakašica
- Valentin Kragelj (1866—?), "sotrudnik" RK